# Jerry Carl
Jerry Lee Carl Jr. (ur. 17 czerwca 1958 w Mobile, Alabama) – amerykański polityk reprezentujący 1. okręg wyborczy stanu Alabama w Izbie Reprezentantów od 2021 roku. Członek Partii Republikańskiej, Carl sprawował urząd jako członek komisji hrabstwa Mobile od 2012 do 2020, przez ostatnie dwa lata jako jej przewodniczący.
W 2019 roku, po ogłoszeniu przez urzędującego reprezentanta Bradleya Byrne’a chęci odejścia z Izby Reprezentantów z końcem kadencji, Carl ogłosił swoją kandydaturę. W 2020, w prawyborach pokonał byłego senatora stanowego Billa Hightowera, a następnie w wyborach powszechnych demokratę Jamesa Averharta.

## Młodość i wykształcenie
Jerry Carl urodził się 17 czerwca 1958 roku w Mobile w stanie Alabama. W 1977 ukończył Sylacauga High School. Podjął studia na Lake City Community College (obecnie Florida Gateway College), jednakże przerwał je aby wrócić do Mobile i otworzyć swoją pierwszą firmę.

## Kariera
Po powrocie do rodzinnego miasta pracował dla Alabama Power, a następnie dla Burford Equipment Company oraz jako sprzedawca dla różnych firm w Mobile. W 1989 otworzył Stat Medical, firmę zajmującą się sprzedażą sprzętu medycznego. Później pracował jako kierownik w Rotech Medical, zanim otworzył firmę deweloperską. W 2003 roku założył Carl and Associates, spółkę zarządzającą. Później otworzył Cricket and Butterfly, LLC, firmę zajmującą się przetwarzaniem drewna.
Kandydował do komisji hrabstwa Mobile w 2012. Pokonał urzędującego Mike’a Deana w prawyborach Partii Republikańskiej w kwietniu, a następnie wygrał wybory powszechne w listopadzie tego roku. W 2016 uzyskał reelekcję pokonując Margie Wilcox. W 2019 został wybrany na przewodniczącego komisji.

## Izba Reprezentantów

### Wybory

#### 2020
W 2019 roku, Carl zgłosił swoją kandydaturę do Izby Reprezentantów, po ogłoszeniu przez urzędującego członka izby z 1. okręgu Bradleya Byrne’a chęci odejścia z urzędu wraz z końcem kadencji. W prawyborach Partii Republikańskiej jego kontrkandydatami byli: były senator stanowy Bill Hightower, członek stanowej izby reprezentantów Chris Pingle, przedsiębiorca Wes Lambert oraz John Castorani. Pokonując Hightowera przewagą około 4 tysięcy głosów w drugiej turze został oficjalnie kandydatem swojej partii. W wyborach powszechnych pokonał kandydata Demokratów zdobywając 64,4% głosów.

#### 2022
Jerry Carl ogłosił zamiar ubiegania się o reelekcję na początku 2022 roku.

## Poglądy polityczne
Carl określa się jako konserwatysta.

### Aborcja
Carl jest przeciwny aborcji, mówiąc w spocie wyborczym, że „niemoralnym jest zatrzymanie bijącego serca”. Podobnie, obiecał „chronić nienarodzonych”. Carl określił wyrok w sprawie Roe v. Wade jako „katastrofalny” i poparł jego zniesienie w 2022 roku.

### Imigracja
Carl popiera budowę muru na granicy amerykańsko-meksykańskiej. W spocie wyborczym powiedział: „Jerry będzie stał z Trumpem, zbuduje mur i skończy darowiznami z dla łamiących prawo nielegalnych”.

### Dostęp do broni
Carl powiedział, że „jako konserwatysta, zatrzymam liberałów przed zniszczeniem Drugiej Poprawki”. Związany z NRA fundusz wyborczy Political Victory Fund poparł go w 2020, twierdząc, że popiera ustawodawstwo ws. dowolnego noszenia broni.

### Impeachment Donalda Trumpa
Jako jeden z jego pierwszych głosów w Izbie Reprezentantów, Carl zagłosował przeciwko impeachmentowi Donalda Trumpa oraz sprzeciwił się certyfikacji elektorów stanów Pennsylvania i Arizona w trakcie liczenia głosów elektorskich.

### Kryzys klimatyczny
Carl sprzeciwił się moratorium prezydenta Joego Bidena w sprawie produkcji ropy i gazu, twierdząc, że pozbawiłoby Alabamę 24 tysięcy miejsc pracy.

### Wybory prezydenckie w 2020 roku
6 stycznia 2021 Carl był jednym z 147 republikańskich ustawodawców, którzy zagłosowali za odwróceniem wyników wyborów prezydenckich w 2020 roku.

## Wyniki w wyborach
Źródło
| Partia  | Partia        | Kandydat       | l. głosów | %    |
| ------- | ------------- | -------------- | --------- | ---- |
|         | Republikańska | Jerry Carl     | 38 359    | 38,7 |
|         | Republikańska | Bill Hightower | 37 133    | 37,5 |
|         | Republikańska | Chris Pringle  | 19 053    | 19,2 |
|         | Republikańska | Wes Lambert    | 3 084     | 3,1  |
|         | Republikańska | John Castorani | 1 465     | 1,5  |
| łącznie | łącznie       | łącznie        | 99 094    | 100  |

| Partia  | Partia        | Kandydat       | l. głosów | %    |
| ------- | ------------- | -------------- | --------- | ---- |
|         | Republikańska | Jerry Carl     | 44 421    | 52,3 |
|         | Republikańska | Bill Hightower | 40 552    | 47,7 |
| łącznie | łącznie       | łącznie        | 84 973    | 100  |

| Partia  | Partia             | Kandydat           | l. głosów | %    |
| ------- | ------------------ | ------------------ | --------- | ---- |
|         | Republikańska      | Jerry Carl         | 211 825   | 64,4 |
|         | Demokratyczna      | James Averhart     | 116 949   | 35,5 |
|         | dopisani kandydaci | dopisani kandydaci | 301       | 0,1  |
| łącznie | łącznie            | łącznie            | 329 075   | 100  |

## Życie prywatne
Ożenił się z Tiną w 1981 roku, mają dwójkę dzieci.